# Кулиш, Владимир Иванович
Владимир Иванович Кулиш (укр. Володимир Іванович Куліш; род. 11 февраля 1963, Хотень, Сумская область) — украинский политик, с 2006 по 2010 год — председатель Черновицкой областной государственной администрации.
Заслуженный экономист Украины (2004). Государственный служащий 1-го ранга (2005). Кавалер ордена «За заслуги» III степени (2009).

## Биография
С 1980 по 1985 год проходил обучение Киевском университете им. Т. Шевченко. Экономист, преподаватель политэкономии.
Кандидат экономических наук (1991). Владеет сербским, хорватским и английским языками.
В 1985—1986 годах — преподаватель кафедры политэкономии Черновицкого государственного университета.
В 1986—1989 годах — инструктор, заведующий отделом комсомольских организаций Ленинского РК ЛКСМУ Черновцов.
В 1989 году — ассистент кафедры политэкономии Черновицкого государственного университета.
В 1989—1991 годах — аспирант Киевского университета им. Т. Шевченко.
В 1991—1992 годах — ассистент кафедры Черновицкого государственного университета.
В 1992—1993 годах — заместитель председателя исполкома Черновицкого горсовета народных депутатов.
В 1993—1996 годах — и. о. старшего научного сотрудника Черновицкого отдела Института мировой экономики и международных отношений АНУ.
В 1996—1997 годах — советник председателя Черновицкой облгосадминистрации.
В 1997 году — заместитель начальника управления экономики — начальник отдела экономики природопользования, туризма и предпринимательства Черновицкой облгосадминистрации.
В 1998 году — руководитель Черновицкого филиала Украинского фонда поддержки реформ.
В 1998—1999 годах — и. о. консультанта, консультант по вопросам экономики, бюджета и финансов орготдела исполнительного аппарата Черновицкого облсовета.
В 1999—2000 годах — помощник генерального директора, заместитель генерального директора Крымского государственного производственного предприятия «Титан».
В 2000—2003 годах — заместитель директора — директор представительства в Киеве, первый заместитель директора ГАК «Титан».
В 2003—2005 годах — министр экономики АР Крым.
С 22 сентября 2005 по 17 мая 2006 года — Постоянный представитель Президента Украины в АР Крым.
С 17 мая 2006 по 18 марта 2010 года — Председатель Черновицкой ОГА.
В 2010—2015 годах — директор филиала «Дирекция по строительству Днестровской ГАЭС».
В 2015—2016 годах — первый заместитель Черновицкой облгосадминистрации.
Был членом партии «Наша Украина». Депутат Черновицкого облсовета (1994—1998), с 1998 года — депутат Черновицкого горсовета (возглавлял комиссию по вопросам финансов и бюджета) (1998—2002).
В 2010 году избран депутатом Черновицкого областного совета. Председатель постоянной комиссии по правовым вопросам, межэтнических отношений, трансграничного сотрудничества и антикоррупционной деятельности. С 2014 года — глава областной организацию партии «Блок Петра Порошенко».